# Siphocranion
Siphocranion é um género botânico pertencente à família Lamiaceae.

## Espécies
- Siphocranion macranthum
- Siphocranion nudipes